# Wayne Stetina

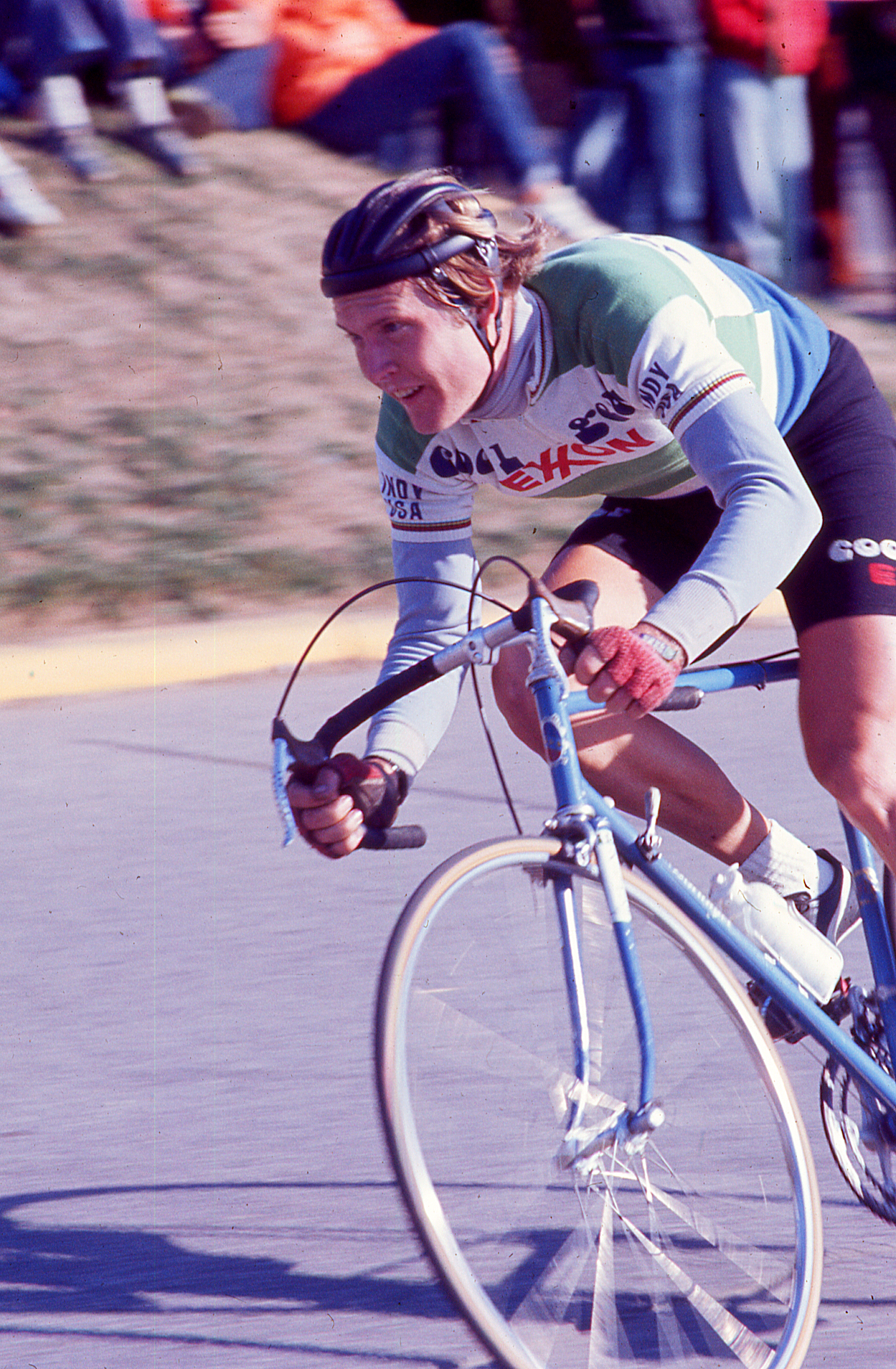
Wayne Stetina

Wayne Douglas Stetina (* 4. Dezember 1953 in Cleveland, Ohio) ist ein ehemaliger US-amerikanischer Radrennfahrer.
1972 wurde Wayne Stetina Zweiter in der US-amerikanischen Straßenmeisterschaft der Amateure. Fünfmal wurde er in den folgenden Jahren nationaler Meister, 1975 und 1980 im Einzelzeitfahren, 1976, 1977 und 1985 im Straßenrennen der Amateure. Dreimal – 1975, 1977 und 1978 – gewann er das Fitchburg Longsjo Classic und ist damit Rekordsieger sowie 1981 die Tour of Somerville, die beiden traditionsreichsten Straßenrennen der USA. 1977 siegte er beim Coors International Bicycle Classic.
1972 und 1976 startete Stetina bei Olympischen Sommerspielen im Mannschaftszeitfahren. Bei den Panamerikanischen Spielen 1979 in San Juan, Puerto Rico, errang er mit dem amerikanischen Team die Goldmedaille in dieser Disziplin. 1985 beendete er seine Laufbahn im Leistungs-Radsport, nimmt aber weiterhin an Rennen teil. Er ist heute für Shimano tätig. Zudem saß er von 1979 bis 1984 im Vorstand des amerikanischen Radsport-Verbandes.
Wayne Stetina ist ein Bruder des Radrennfahrers Dale Stetina und ein Onkel von Peter Stetina.
1999 wurde Wayne Stetina in die United States Bicycling Hall of Fame aufgenommen.